# Omphax monophyes
Omphax monophyes là một loài bướm đêm trong họ Geometridae.